# محمدآباد ساقی
محمدآباد ساقی ، روستایی از توابع دهستان بیاض  شهرستان انار در استان کرمان ایران است.
عمده فعالیت ساکنین روستا کشاورزی پسته و تولید ذغال پسته می باشد 
دلیل نام گذاری این روستا پیشینه روستا برای تقسیم آب بین روستا های اطراف است که به هشت قریه معروف هستند

## جمعیت
این روستا در دهستان بیاض  قرار دارد و براساس سرشماری مرکز آمار ایران در سال ۱۳۸۵، جمعیت آن ۱٬۷۸۲ نفر (۴۲۵خانوار) بوده‌است.